# Ōkamiden
Ōkamiden er et action-adventurespil udgivet af Capcom til Nintendo DS. Spillet blev udgivet i Japan den 30. september 2010, i Nordamerika den 15. marts 2011 og i Europa den 18. marts 2011. Det er en direkte efterfølger til  Ōkami , et spil oprindeligt udgivet i 2006 til PlayStation 2, som siden er udgivet på andre platforme.
Ōkamiden handler om Chibiterasu, en guddommelig lille ulv født fra Amaterasu, hovedkarakteren i Ōkami. Spillet har mange fælles spilmekanikker som sin forgænger, herunder Celestial Brush, som giver spillerne mulighed for at standse tiden i spilet og tegne figurer eller mønstre ved hjælp af berøringsskærmen, hvilket fører til forskellige effekter i spilverdenen.